# Felicjan (Lublin)
Pour les articles homonymes, voir Felicjan.
Felicjan (prononciation : [fɛˈlʲit͡sjan]) - (en Ukrainien: Феліцян, Felitsian) est un village polonais de la gmina de Gorzków dans le powiat de Krasnystaw de la voïvodie de Lublin dans l'est de la Pologne.
Le village comptait approximativement une population de 135 habitants en 2009.

## Histoire
De 1975 à 1998, le village est attaché administrativement à la Voïvodie de Zamość.

Depuis 1999, il fait partie de la nouvelle voïvodie de Lublin.